# Might and Magic IX
Might and Magic IX est un jeu vidéo de rôle développé par New World Computing dont c'est la dernière réalisation, et édité par 3DO en 2002. Le jeu ne sort que sur PC tournant sous Windows 95 ou supérieur.
À sa sortie, il se fait remarquer principalement pour la pauvreté de son graphisme et de son gameplay très datés - il sort en outre la même année que The Elder Scrolls III: Morrowind, autre jeu vidéo de rôle qui est pour sa part un grand succès critique et commercial. Comme d'autres critiques, le mensuel français Joystick note, à la sortie du jeu, que les personnages non-joueurs se ressemblent tous, rendant presque impossible pour les protagonistes de retrouver un personnage qui leur a confié une quête. En outre, le moteur de jeu est également très en retard, offrant des images constituées de peu de polygones et de textures de très basse résolution — malgré le bon potentiel du moteur Lithtech, utilisé en version 1.5 quand d'autres titres PC sont passés à des versions plus récentes (2.0, 2.4 ou Jupiter) déjà deux ans auparavant. Le testeur du site Gamespot regrette aussi l'absence presque totale de narration cohérente et l'extrême simplicité des quêtes proposées.
L'agrégateur de critiques Metacritic fournit pour le jeu un « metascore » de 55, avec une seule critique professionnelle positive, onze mitigées et cinq négatives.